# Olivflugsnappare
Olivflugsnappare (Fraseria olivascens) är en fågel i familjen flugsnappare inom ordningen tättingar.

## Utseende och läte
Olivflugsnapparen är en mestadels olivbrun tätting med ljus strupe, ljus undergump och mörkgrå ben. Den skiljer sig från andra afrikanska flugsnappare genom sin vistelseort, sitt läte och sin genomgående anspråkslösa fjäderdräkt. Lätet är ett ljust stigande ”tseee!” och sången består av en blandning av klara visslingar och sträva toner.

## Utbredning och systematik
Olivflugsnappare delas in i två distinkta underarter med följande utbredning:
- Fraseria olivascens olivascens – förekommer från Ghana och Nigeria till Demokratiska republiken Kongo
- Fraseria olivascens nimbae – förekommer i Liberia och Elfenbenskusten

### Släktestillhörighet
Tidigare fördes den till Muscicapa, men DNA-studier visar att arterna i släktet inte är varandras närmaste släktingar.

## Levnadssätt
Olivflugsnapparen förekommer i områden med sammanhängande skog. Olikt andra afrikanska flugsnappare hittas den långt upp i trädtaket och ej i skogsbryn. 

## Status och hot
Arten har ett stort utbredningsområde, men tros minska i antal, dock inte tillräckligt kraftigt för att den ska betraktas som hotad. Internationella naturvårdsunionen IUCN listar arten som livskraftig (LC).

## Namn
Artens vetenskapliga släktesnamn hedrar den engelska zoologen Louis Fraser.